# Dowhāndeh
Dowhāndeh (persiska: دوهانده) är en ort i Iran.   Den ligger i provinsen Gilan, i den nordvästra delen av landet, 260 km nordväst om huvudstaden Teheran. Antalet invånare är 323.
Terrängen runt Dowhāndeh är platt. Runt Dowhāndeh är det ganska tätbefolkat, med 120 invånare per kvadratkilometer. Närmaste större samhälle är Fūman, 13,8 km söder om Dowhāndeh. Trakten runt Dowhāndeh består till största delen av jordbruksmark.